# جولس بلدسو
جولس بلدسو (انگلیسی: Jules Bledsoe; ۱ ژانویهٔ ۱۸۹۷ – ۱۴ ژوئیهٔ ۱۹۴۳) خواننده، و خواننده اپرا اهل ایالات متحده آمریکا بود.